# Hans Heiling
Personnages
- La Reine des esprits de la terre (soprano)
- Hans Heiling, son fils (baryton)
- Anna, sa fiancée (soprano)
- Gertrud, sa mère (alto)
- Konrad, soldat du margrave et amoureux d'Anna (Tenor)
- Stephan, le forgeron (basse)
- Niklas, paysan (rôle parlé)

Airs
- An jenem Tag
- O bleib bei mir
- Juchheisa
- Einst war so tiefer Friede mir in meinem Herzen
- Aus der Klüfte Schlund
- Des Nachts wohl auf der Haide
- Ha! dieses Wort
- Herauf

Hans Heiling est un opéra de Heinrich Marschner basé sur un livret d'Eduard Devrient qui en a aussi tenu le rôle-titre lors de la première.

## Argument
Les monts Métallifères, au XIVe siècle.
Prologue
Une faible lumière rougeâtre illumine la grotte souterraine
Après que Hans Heiling tombe amoureux de la mortelle Anna, il envisage de quitter le royaume souterrain des esprits pour l'épouser. Il ne fait pas attention aux tentatives de sa mère pour le persuader de rester. Il prend des bijoux et un livre magique qui lui permet de prendre le pouvoir sur les sujets du monde souterrain.
Premier acte
L'intérieur du domicile de Heiling
Heiling monte vers la terre pour chercher sa future épouse. Il trouve Anna et sa mère qui l'incite à accepter la proposition du riche étranger. Dans un moment d'inattention, Anna regarde dans son livre, qui lui fait immédiatement peur. Heiling brûle le livre à sa demande et accompagne Anna à contrecœur dans une fête de village.
La place du village devant la taverne
Beaucoup de gens boivent, dansent et chantent dans une taverne. Stephan et Niklas rencontrent Konrad, qui aime Anna depuis longtemps. Anna et Heiling se joignent, et Konrad demande à Anna une danse. Heiling soulève une objection furieuse qu'Anna ignore. Elle rappelle à Heiling qu'ils ne sont pas encore mariés et quitte la scène avec Konrad.
Deuxième acte
Un terrain rocheux dans une forêt sauvage, au moment du crépuscule
Anna traverse une forêt sur le chemin du retour chez elle. Elle se rend compte qu'elle aime Konrad, mais elle est toujours fiancée à Heiling. Soudain, la reine apparaît et lui demande de libérer son fils, qui n'est pas un humain, mais un prince des enfers. Anna s'évanouit. Konrad la découvre et la ramène à la maison.
La hutte de Gertrude, dans la nuit
Heiling rend visite à Anna dans sa maison et lui offre ses bijoux pour la séduire. Anna les rend, elle connaît maintenant leur origine. Dans un accès de colère, Heiling empoisonne Konrad et s'enfuit.
Troisième acte
La vallée rocheuse d'Ödes, la nuit
Heiling retourne parmi les esprits de la terre. Il appelle ses anciens sujets, mais découvre qu'il a perdu son pouvoir sur eux sans son livre. Puis il apprend que Konrad n'est pas mort et doit épouser Anna le lendemain. En désespoir de cause, il se jette à terre. Quand ils voient que Heiling a beaucoup perdu, ses sujets lui jurent à nouveau fidélité. Réfléchissant sur les nouvelles du mariage imminent, il retourne sur terre pour se venger avec ses nouveaux pouvoirs.
Une chapelle troglodyte dans la forêt
Konrad et Anna se marient dans une chapelle. Heiling s'approche et attrape la main d'Anna. Anna demande pitié. Konrad se précipite pour aider sa femme, mais son couteau se brise alors qu'il frappe Heiling. Heiling invoque les esprits de la terre pour tuer tout le monde, mais à ce moment apparaît la reine. Elle persuade Heiling de se réconcilier, et ils retournent ensuite aux Enfers.

## Histoire
À l'origine, l'opéra est adapté pour le chanteur Traugott Gey. Cependant, comme il est engagé à Hanovre et que la première a lieu à Berlin, il n'y participe pas.

## Distribution
| Rôle                             | Création en 1833           |
| -------------------------------- | -------------------------- |
| La Reine des esprits de la terre | Johanna Lehmann            |
| Hans Heiling                     | Eduard Devrient            |
| Anna                             | Caroline Grünbaum          |
| Gertrude                         | Henriette Valentini        |
| Konrad                           | Karl Adam Bader            |
| Stephan                          | ?                          |
| Niklas                           | Gustav August Adolf Becker |

## Orchestration
| Instrumentation de Hans Heiling                       |
| Bois                                                  |
| 2 flûtes (aussi 2 piccolos), 2 clarinettes, 2 bassons |
| Cuivres                                               |
| 4 cors, 2 trompettes, 3 trombones                     |
| Percussions                                           |
| timbales                                              |
| Instrument à cordes frottées                          |

- Groupe sur scène : deux flûtes, deux clarinettes, deux bassons, deux cors, une trompette
- Groupe derrière la scène : quatre cors
- Groupe sous la scène : trois trombones

## Source de la traduction
- (de) Cet article est partiellement ou en totalité issu de l’article de Wikipédia en allemand intitulé « Hans Heiling » (voir la liste des auteurs).